# Jivarus antisanae
Jivarus antisanae är en insektsart som först beskrevs av Bolívar, I. 1881.  Jivarus antisanae ingår i släktet Jivarus och familjen gräshoppor. Inga underarter finns listade i Catalogue of Life.